# Per Egil Hegge
Per Egil Hegge, född 6 mars 1940 i Trondheim, död 12 oktober 2023, var en norsk journalist (bland annat utrikeskorrespondent) och författare.
Hegge avlade cand.mag. från Universitetet i Oslo med studier i engelska och ryska på mellannivå och statsvetenskap på grundnivå. Han genomgick även det norska försvarets kurs i ryska. Hegge inledde sin tidningskarriär 1959 som journalist i Trønder-Avisa. Senare blev han journalistlärling på NTB. Sedan 1962 var han verksam i Aftenposten, bland annat som redaktör för dess bilaga A-magasinet. Han var också korrespondent i Washington, D.C. (1977–1981 och 1988–1992), i London och i Moskva (1969–1971).
Hegge blev utvisad från Sovjetunionen i början av 1971, sannolikt på grund av sitt samröre med den sovjetiske dissidenten och författaren Aleksandr Solzjenitsyn i samband med dennes tilldelande av Nobelpriset i litteratur 1970 (se vidare Solzjenitsynaffären). Hegge var under senare tid bland annat känd för sin fasta språkspalt i Aftenposten (som han började skriva efter sin pensionering 2005) och som profilerad kritiker av det norska språkrådet, där han själv varit medlem. Han var aktiv i riksmålsrörelsen och medlem i Det Norske Akademi for Sprog og Litteratur.
Hegge skrev böcker om sovjetisk och amerikansk politik, biografier om Fridtjof Nansen, Otto Sverdrup och kung Harald V och om unionsupplösningen. Han utgav också en egen bok om språk, Heng ham ikke vent til jeg kommer: en morsom bok om norsk språk og tegnsetting, och medverkade i flera andra.

## Priser och utmärkelser
- 1968 – Narvesenprisen
- 1993 – Gullpennen
- 2003 – Sankt Olavs Orden (riddare av första klassen)
- 2018 - Den store journalistprisen